# Nickelodeon Digital
Nickelodeon Digital, часто сокращаемый до Nick Digital и первоначально известный как Nickelodeon Creative Labs, — американская анимационная студия, базирующаяся в Нью-Йорке, которая открылась в 1994 году. Это подразделение анимационной студии Nickelodeon. Nickelodeon Digital продюсирует некоторые из мультсериалов Nickelodeon и создаёт цифровой контент и анимационную графику для Nickelodeon Group. Филиал компании в Бербанке, Калифорния, создаёт CGI и визуальные эффекты для мультсериала Nickelodeon.
Ник Диджитал также работал над шоу для других сетей Viacom, включая TV Land, Noggin и Spike TV.